# President Masaryk
President Masaryk byla hlídková loď československého válečného loďstva postavená v letech 1929 až 1932 pro zajištění dunajské hranice s Maďarskem. Byla to největší válečná loď československého válečného loďstva, kterému patřila až do března 1939. Po rozbití Druhé republiky se lodě zmocnilo Německo. President Masaryk byl přejmenován na Bechelaren a zařazen do německé Donauflottille. Během druhé světové války byla loď několikrát modernizována a nasazena do bojů na Dunaji. Po válce byla odzbrojena a převedena do civilního sektoru, sešrotována byla roku 1978.

## Historie lodi President Masaryk

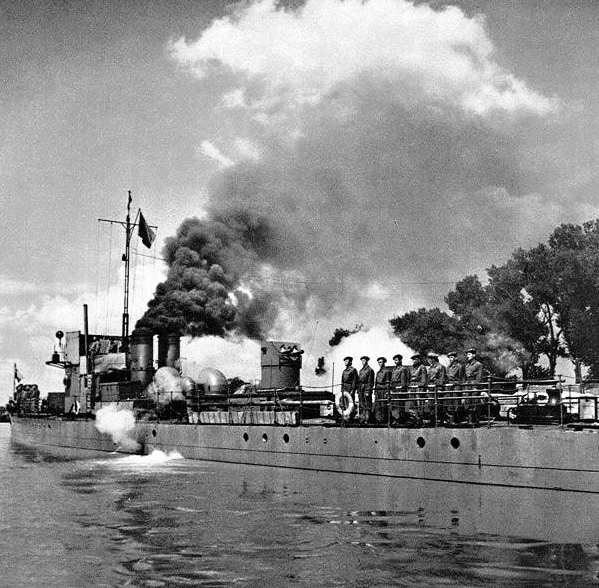
Hlídková loď President Masaryk při přehlídce v roce 1938 již bez zadního stěžně

Vzorem pro stavbu hlídkové lodě byly rakousko-uherské hlídkové lodě třídy Wels z první světové války, které tou dobou používalo na Dunaji Maďarsko. Novou hlídkovou loď vyprojektovaly Škodovy závody a postavila loděnice v Komárně. Na dodávkách se podílely významné české podniky. Poldi Kladno dodala ocelové pláty a Škoda Plzeň strojní vybavení. Lodní šrouby vyrobil hamburský podnik Zeise.
Loď byla spuštěna na vodu 19. října 1930 jako President Masaryk. Po plavebních zkouškách se ale ukázalo, že loď nedosahuje předpokládaných parametrů. Proto se vrátila zpět do loděnice a byly provedeny významné úpravy. Po uvedení do služby v srpnu 1932 prováděla loď na Dunaji cvičení až do začátku druhé světové války.
Po rozdělení Československa v roce 1939 loď připadla Německu. Byla přejmenována na Bechelaren a až do roku 1941 byla v Linci. Od roku 1941 byla nasazena v Jugoslávii, kde hlídkovala a doprovázela plavidla. V roce 1943 se vrátila do Lince a podrobila se rozsáhlé modernizaci. Trup byl prodloužen o 30 cm, opět se změnil tvar zádě, bylo vyměněno kompletní pohonné ústrojí, kdy kotle a stroje nahradily dva ponorkové diesely MAN o výkonu 2× 900 koní, zmizely komíny a vývod spalin byl realizován dvěma výfuky na bocích plavidla. Byla odstraněna část nástaveb a do uvolněného prostoru nad strojovnou byl umístěn čtyřhlavňový protiletadlový komplet ráže 20 mm, samostatný 20mm kanón na zádi byl nahrazen ráží 37 mm a přední kulometná věž byla úplně odstraněna. Od roku 1944 sloužila opět na dolním toku Dunaje. V noci z 5. na 6. dubna 1944 byla při krytí konvoje poškozena sovětským letectvem. Po opravě se ještě v prosinci vrátila do služby v oblasti Visegrádu. V lednu 1945 podporovala německý protiútok u Budapešti. Poté opět odplula do Lince, kde byla děla ráže 66 mm vyměněna za dva ponorkové kanóny 88 mm kryté lehkým plechovým štítem. Bylo totiž spotřebováno veškeré 66mm střelivo a nebylo možno sehnat jiné. V dubnu 1945 uskutečnila u rakouského Melku výpad proti sovětským dělovým člunům (dva potopila). To byla její poslední bojová akce.
11. května 1945 se posádka lodě vzdala v Linci americké armádě. V roce 1947 byla odzbrojená loď vrácena Československu a byla odvlečena do Bratislavy. Do provozuschopného stavu byla uvedena až v roce 1951. Protože československá armáda neměla pro loď žádné uplatnění, byla převedena do civilního sektoru. V letech 1955 až 1956 byla odzbrojena a trup lodi sloužil jako skladovací a pracovní ponton.
V roce 1978 byla loď sešrotována.